# هوغو كووتاي
هوغو ستومبيرغ كووتاي (1 أبريل 1750 – 28 فبراير 1812) كان مصلحًا دستوريًا وتربويًا بولنديًا بارزًا، وواحدًا من أبرز شخصيات عصر التنوير في بولندا.
شغل منصب نائب مستشار التاج بين عامي 1791 و1792، وكان كاهنًا رومانيًا كاثوليكيًا، وناشطًا اجتماعيًا وسياسيًا، ومفكرًا سياسيًا، ومؤرخًا، وفيلسوفًا، ومثقفًا موسوعيًا.

## سيرة حياته

### نشأته
وُلد هوغو كووتاي في 1 أبريل عام 1750 في ديدركاي فيلكي (تقع في غرب أوكرانيا الحالية) في فولهينيا لعائلة من طبقة النبلاء البولندية الدنيا. بعد ذلك بوقت قصير، انتقلت عائلته إلى نيسيسيافيتش قرب ساندوميرز، حيث أمضى طفولته. ارتاد المدرسة في بينتسوف، وبدأ دراسته في أكاديمية كراكوف، التي تحولت في ما بعد إلى جامعة ياغيلونيا، حيث درس القانون ونال درجة الدكتوراه. بعد ذلك، في عام 1775 تقريبًا، ترسم في رتبة كهنوتية. درس في فيينا وإيطاليا (نابولي وروما)، حيث احتك بفلسفة التنوير. يُعتقد أنه نال درجتي دكتوراه أخريين في الفلسفة والإلهيات خارج بلاده.
عقب عودته إلى بولندا، أصبح كاهنًا كنسيًا في كراكوف، وكاهن أبرشية في كريزانوفيتش دولني وتوجنبي. كان نشطًا في لجنة التعليم الوطني وجمعية الكتب الابتدائية، حيث لعب دورًا بارزًا في تطوير شبكة المدارس الوطنية. أمضى عامين في وارسو، لكنه عاد إلى كراكوف حيث تولى إصلاح أكاديمية كراكوف، وانتسب إلى مجلسها الإداري منذ عام 1777، وشغل منصب الرئيس فيها بين عامي 1783 و1786. كان إصلاح الأكاديمية متينًا للغاية، إذ رسخ لها معايير مبتكرة. من الجدير بالذكر أنه استعاض باللغة البولندية عن اللاتينية التي كانت تُستخدم في المحاضرات حتى ذلك الوقت، وكانت الاستعاضة عن اللاتينية بلغة وطنية في التعليم العالي أمرًا غير شائع في أوروبا آنذاك. أثار إصلاحه جدلًا كبيرًا، ما دفع أعداءه السياسيين إلى التخطيط بنجاح لتدبير إقصائه عن كراكوف بشكل مؤقت في عام 1781، على أساس تهم فساد وأعمال لاأخلاقية، غير أن القرار قد أُلغي في عام 1782.

## روابط خارجية
- هوغو كووتاي على موقع الموسوعة البريطانية (الإنجليزية)